# Blesle
Blesle is een gemeente in het Franse departement Haute-Loire (regio Auvergne-Rhône-Alpes) en telde op 1 januari 2022 618 inwoners. De plaats maakt deel uit van het arrondissement Brioude. Blesle is door Les Plus Beaux Villages de France erkend als een van de mooiste dorpen van Frankrijk.
De donjon des Mercoeur is het enige overblijfsel van een middeleeuws kasteel. De vrouwenabdij van Blesle werd gesticht in de 9e eeuw en stond onder pauselijke bescherming. De abdij en de heren van Blesle betwistten elkaar lange tijd de macht in de streek. De voormalige abdijkerk is gebouwd in romaanse stijl. De fresco's dateren uit de 19e eeuw en pogen een beschilderd romaans koor te imiteren.

## Geografie
De oppervlakte van Blesle bedroeg op 1 januari 2022 29,8 vierkante kilometer; de bevolkingsdichtheid was toen 20,7 inwoners per km². Blesle ligt in het dal van de Voireuze.

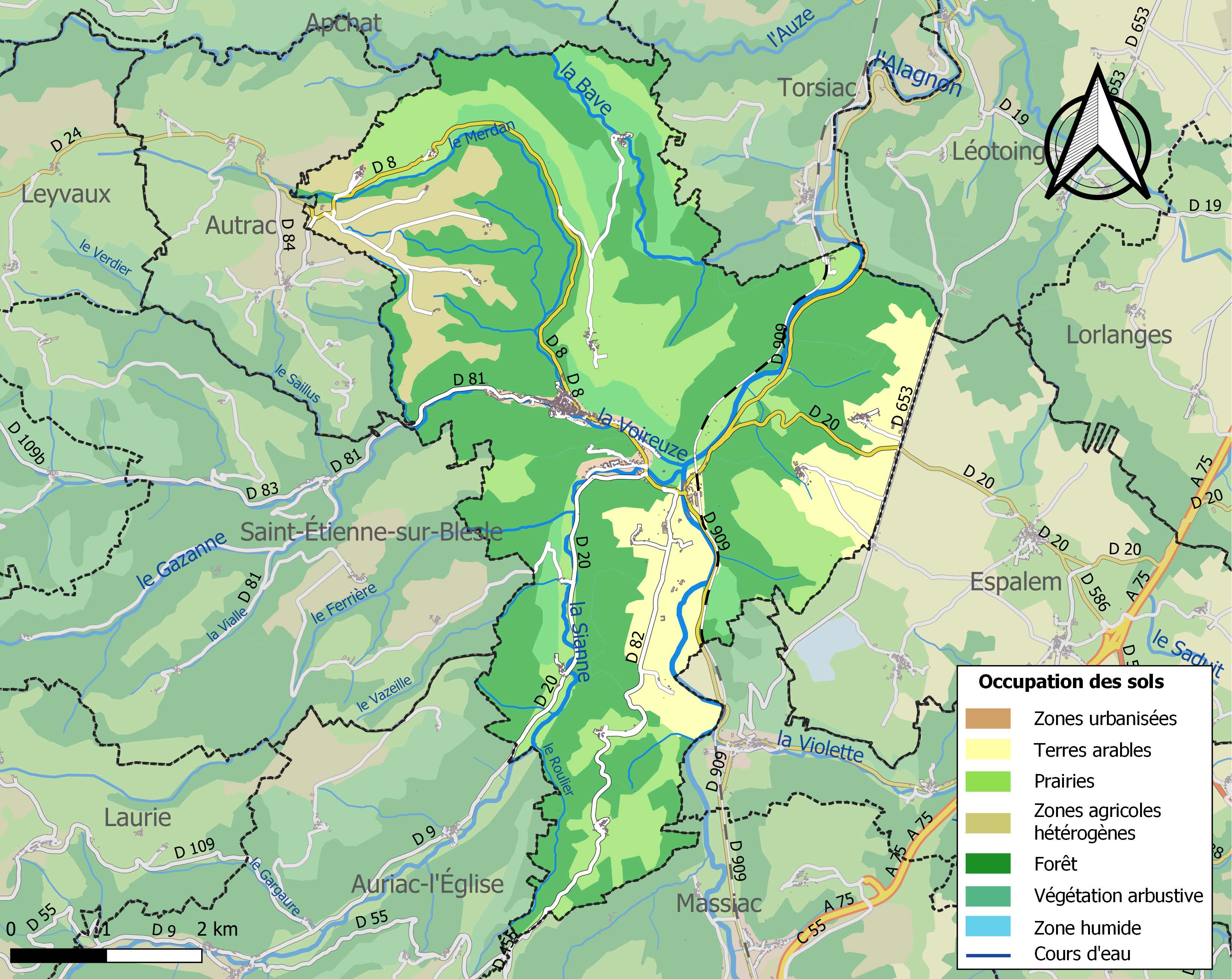
Kaart van de gemeente met de belangrijkste infrastructuur, bodemgebruik en omliggende gemeenten

## Demografie
Onderstaande figuur toont het verloop van het inwonertal (bron: INSEE-tellingen).